# Естер Дуфло
Естер Дуфло (фр. Esther Duflo; Париз, 25. октобар 1972) је француско-америчка економисткиња. Ради као професорка на предмету за смањење сиромаштва и економију развоја на Технолошком институту у Масачусетсу. Она је поделила Нобелову награду за економске науке за 2019. годину са Абиџит Банерџи и Мајклом Кремером, "за њихов експериментални приступ у ублажавању глобалног сиромаштва". 

## Биографија
Дуфло је рођена 1972. године у Паризу, ћерка лекарке Виолејн Дуфло и професора математике Мајкла Дуфлоа. Током Дуфловог детињства, њена мајка је често учествовала у медицинским хуманитарним пројектима. 
Дуфло је започела дипломске студије на Вишој нормалној школи у Паризу планирајући да студира историју јер ју је занимала од детињства. У својој другој години почела је размишљати о каријери у државној служби или политици. У Москви је провела десет месеци почевши од1993. године. Учила је француски и радила на тези из историје која је описала како је Совјетски Савез користио „велика градилишта, попут фабрике трактора у Стаљинграду, за пропаганду и како су пропагандни захтеви променили стварни облик пројеката." У Москви је такође радила као истраживачки сарадник за француске економисте који су тада били повезани са Централном банком Русије. Такође је радила као сарадник-саветник Министарству финансија.  Искуства на овим истраживачким радним местима навела су је да закључује да „економија има потенцијал као полугу акције у свету“ и да може задовољити академске амбиције радећи „ствари које су важне“.
Дипломирала је историју и економију на Вишој нормалној школи 1994. године. Након тога је докторирала економске науке на у Масачусетсту 1999. године. Њен докторска дисертација се фокусирала на ефекте природног експеримента који је укључивао индонезијски програм проширења школа 1970-их и пружила је коначан доказ да је у земљи у развоју више образовања резултирало вишим платама.  По завршетку доктората, постављена је за доцента за економију на Институту у Масачусетсу и од тада је била и на Универзитету Принстон у периоду 2001–2002. Унапређена је у ванредну професорку (са мандатом) 2002. године, са 29 година, што ју је сврстало међу најмлађе чланове факултета којима је додељено радно место. 

## Каријера
Након што је докторирала 1999. године, постављена је за доцента на Институту у Масачусетсу. Са 29 година била је најмлађа професорка на факултету. 
Дуфло и Банерџи су редовно боравили у Индији и за њу се посебно интересовали од 1997. године.  Године 2003. спровела је пробни експеримент о одсуству наставника у 120 школа које је водила неформална група. Охрабрујући наставнике да се свакодневно фотографишу са својим ученицима, успела је да смањи њихов изостанак.
Она је суоснивач лаборатије за смањење сиромаштва Abdul Latif Jameel која ради од 2003. године. Од тада је спровела преко 200 емпиријских развојних експеримената и обучила развојне практичаре за извођење насумичних контролисаних испитивања.
Године 2006.  заједно с неколико колега, Дуфло је извела још један експеримент у Индији. Показало се да су снимљени говори жена боље прихваћени у селима која су имала искусне женске вође. Дуфло је постајала све уверенија да заједнице које подржавају кандидаткиње могу да очекују економске користи, али су имале потешкоће у уверавању својих грађана. 
Естер Дуфло је за 2019. годину добила Нобелову награду за економију заједно са двојицом истраживача, Абиџит Банерџи и Мајклом Кремером,  "за експериментални приступ ублажавању глобалног сиромаштва". Дуфло је најмлађа особа (у 46. години) и друга жена која је освојила ову награду.  Одговарајући телефоном Краљевској Шведској академији наука, Дуфло је објаснила да је награду добила „у изузетно погодном и важном тренутку“ и да се нада да ће „надахнути многе, многе друге жене да наставе са радом и многе друге мушкарце да им дају поштовање које заслужују као и свако људско биће. " Такође је открила да је желела да награду користи као" мегафон "у својим борбеним напорима за борбу против сиромаштва и за побољшање образовања деце. 

## Публикације
Дуфло је објавила бројне радове, примивши 6.200 цитата у 2017. години. Већина њих појавила се у топ пет економских часописа. 

### Књиге
- Banerjee, Abhijit V.; Duflo, Esther (2019). Good Economics for Hard Times: Better Answers to Our Biggest Problems. PublicAffairs. ISBN 978-1-5417-6287-9.
- Banerjee, Abhijit Vinayak; Duflo, Esther, ур. (2017). Handbook of Field Experiments, Volume 1. North–Holland (an imprint of Elsevier). ISBN 9780444633248.
- Banerjee, Abhijit V.; Duflo, Esther (2011). Poor Economics: A Radical Rethinking of the Way to Fight Global Poverty. New York: PublicAffairs. ISBN 9781610390408.
- Banerjee, Abhijit Vinayak; Duflo, Esther, ур. (2017). Handbook of Field Experiments, Volume 2. North–Holland. ISBN 9780444640116.
- Banerjee, Abhijit V.; Duflo, Esther (2019). Good Economics for Hard Times. New York: PublicAffairs. ISBN 9781610399500.
- Duflo, Ester (2010). Le Développment Humain (Lutter contre la pauvreté, volume 1 (на језику: French). Paris: Le Seuil. ISBN 978-2021014747.
- Duflo, Ester (2010). Le Développment Humain (Lutter contre la pauvreté, volume 2 (на језику: French). Paris: Le Seuil. ISBN 978-2021011876.
- Duflo, Ester (2009). Expérience, science et lutter contre la pauvreté (на језику: French). Paris: Fayard. ISBN 978-2818500071. Архивирано из оригинала 05. 12. 2021. г. Приступљено 04. 11. 2019.

## Приватни живот
Дуфло се удала за свог ментора а касније и колегу Абиџита Банерџија. Имају двоје деце.  